# Station Verviers-Paleis

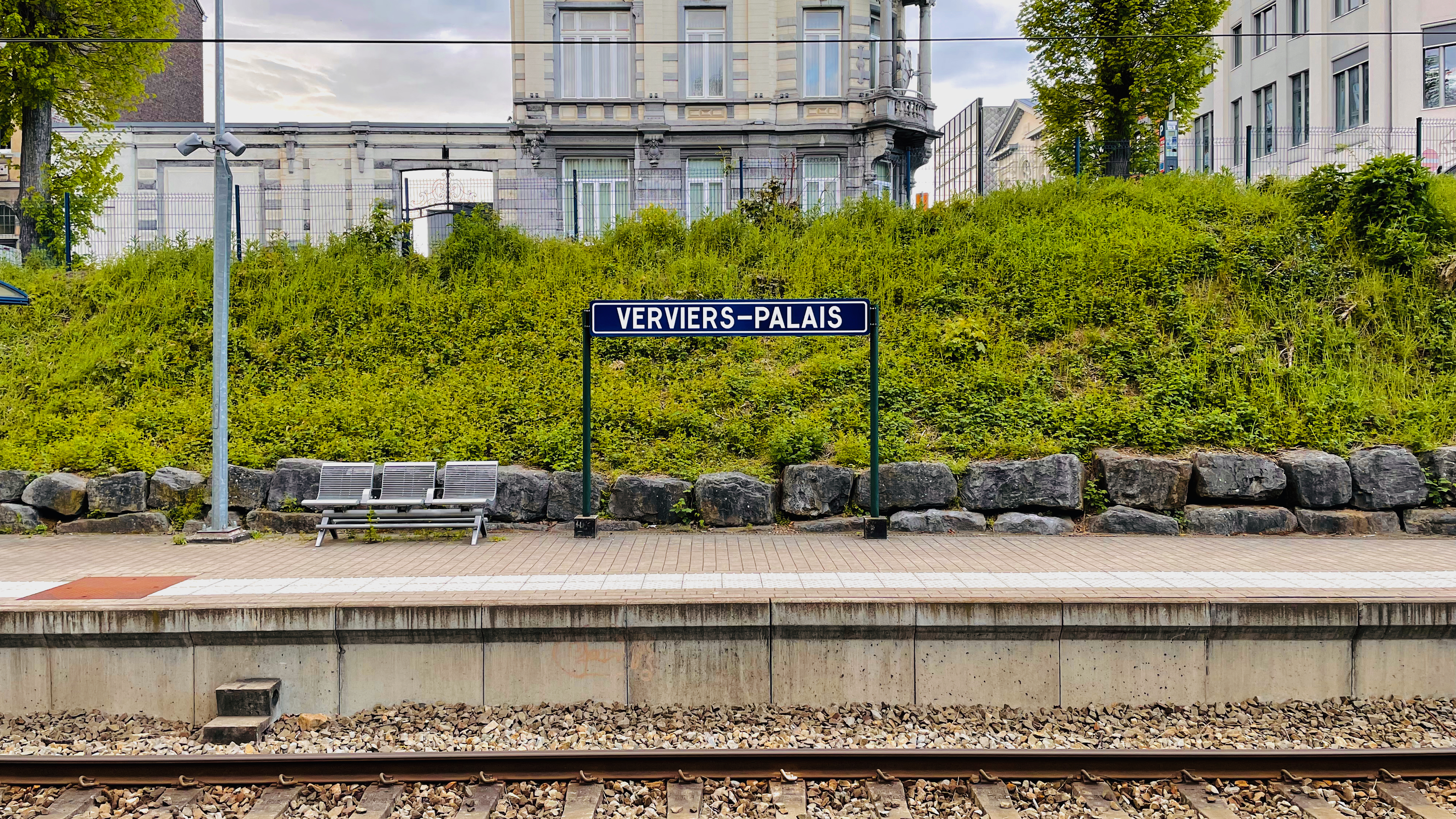
Een plaatsnaambord op een perron

Station Verviers-Paleis (Frans: Verviers-Palais) is een spoorweghalte langs spoorlijn 37 (Luik - Aken) in de Waalse stad Verviers. Het station is eigenlijk centraler gelegen in de stad dan het station Verviers-Centraal.

## Treindienst
| Serie      | Treinsoort          | Route | Bijzonderheden                  |
| ---------- | ------------------- | --- | ------------------------------- |
| S 41 RE 29 | S-trein Luik (NMBS) | Luik-Sint-Lambertus – Luik-Guillemins – Angleur – Verviers-Centraal – Verviers-Paleis – Welkenraedt – Aachen Hbf | euregioAIXpress In België als S |

## Reizigerstellingen
De grafiek en tabel geven het gemiddeld aantal instappende reizigers weer op een week-, zater- en zondag.
| Tabel: aantal instappende reizigers station Verviers-Palais | Tabel: aantal instappende reizigers station Verviers-Palais | Tabel: aantal instappende reizigers station Verviers-Palais | Tabel: aantal instappende reizigers station Verviers-Palais |
|                                                             | Weekdag                                                     | Zaterdag                                                    | Zondag                                                      |
| ----------------------------------------------------------- | ----------------------------------------------------------- | ----------------------------------------------------------- | ----------------------------------------------------------- |
| 1977                                                        | 389                                                         | 56                                                          | 28                                                          |
| 1978                                                        | 472                                                         | 62                                                          | 27                                                          |
| 1979                                                        | 462                                                         | 86                                                          | 33                                                          |
| 1980                                                        | 459                                                         | 80                                                          | 34                                                          |
| 1981                                                        | 599                                                         | 104                                                         | 47                                                          |
| 1982                                                        | 508                                                         | 106                                                         | 31                                                          |
| 1983                                                        | 483                                                         | 87                                                          | 26                                                          |
| 1984                                                        | 339                                                         | 104                                                         | 30                                                          |
| 1985                                                        | 346                                                         | 92                                                          | 52                                                          |
| 1986                                                        | 342                                                         | 102                                                         | 41                                                          |
| 1987                                                        | 316                                                         | 84                                                          | 43                                                          |
| 1988                                                        | 306                                                         | 97                                                          | 36                                                          |
| 1989                                                        | 336                                                         | 74                                                          | 39                                                          |
| 1990                                                        | 263                                                         | 73                                                          | 49                                                          |
| 1991                                                        | 326                                                         | 74                                                          | 30                                                          |
| 1992                                                        | 425                                                         | 88                                                          | 47                                                          |
| 1993                                                        | 276                                                         | 84                                                          | 53                                                          |
| 1994                                                        | 360                                                         | 109                                                         | 63                                                          |
| 1995                                                        | 329                                                         | 107                                                         | 38                                                          |
| 1996                                                        | 266                                                         | 74                                                          | -                                                           |
| 1997                                                        | 252                                                         | 78                                                          | -                                                           |
| 1998                                                        | 300                                                         | 42                                                          | 28                                                          |
| 1999                                                        | 256                                                         | 42                                                          | 14                                                          |
| 2000                                                        | 324                                                         | 68                                                          | 31                                                          |
| 2001                                                        | 288                                                         | 40                                                          | 25                                                          |
| 2002                                                        | 281                                                         | 42                                                          | 20                                                          |
| 2003                                                        | 215                                                         | 47                                                          | 18                                                          |
| 2004                                                        | 232                                                         | 40                                                          | 31                                                          |
| 2005                                                        | 280                                                         | 82                                                          | 20                                                          |
| 2006                                                        | 234                                                         | 57                                                          | 18                                                          |
| 2007                                                        | 250                                                         | 72                                                          | 24                                                          |
| 2008                                                        | -                                                           | -                                                           | -                                                           |
| 2009                                                        | 187                                                         | 38                                                          | 19                                                          |
| 2010                                                        | -                                                           | -                                                           | -                                                           |
| 2011                                                        | -                                                           | -                                                           | -                                                           |
| 2012                                                        | 155                                                         | 30                                                          | 17                                                          |
| 2013                                                        | 182                                                         | 33                                                          | 26                                                          |
| 2014                                                        | 212                                                         | 47                                                          | 22                                                          |
| 2015                                                        | 122                                                         | 29                                                          | 21                                                          |
| 2016                                                        | 107                                                         | 27                                                          | 28                                                          |
| 2017                                                        | 80                                                          | 25                                                          | 19                                                          |
| 2018                                                        | 11                                                          | 23                                                          | 17                                                          |
| 2019                                                        | 8                                                           | 24                                                          | 20                                                          |
| 2020                                                        | 73                                                          | 11                                                          | 32                                                          |
| 2021                                                        | -                                                           | -                                                           | -                                                           |
| 2022                                                        | 91                                                          | 21                                                          | 18                                                          |
| 2023                                                        | 59                                                          | 24                                                          | 22                                                          |
| 2024                                                        | 96                                                          | 31                                                          | 25                                                          |

Verviers-Central ·
Verviers-Est ·
Verviers-Leopold · 
Verviers-Matadi ·
Verviers-Ouest ·
Verviers-Palais
0,0: Luik-Guillemins ·
2,6: Angleur ·
4,1: Chênée ·
5,8: Henne-Chèvremont ·
11,0: Chaudfontaine ·
9,5: La Broucke ·
11,0: Trooz ·
13,8: Fraipont ·
15,3: Nessonvaux ·
17,8: Goffontaine ·
18,8: Cornesse ·
20,3: Pepinster ·
23,5: Ensival ·
25,5: Verviers-West ·
Verviers-Central ·
25,4: Verviers-Palais ·
27,1: Verviers-Oost ·
29,5: Nasproué ·
31,7: Dolhain-Gileppe ·
33:0: Dolhain-Vicinal ·
Welkenraedt-Ouest ·
37,7: Welkenraedt ·
39,5: Herbesthal ·
42,4: Astenet ·
45,9: Hergenrath ·
Aachen Hbf